# The Dream (In This Moment)
The Dream is het tweede studioalbum van de metalband In This Moment. Het album focust zich meer op het melodische zingen van Maria eerder dan haar ruwe schreeuwen, terwijl het album zelf meer hardrock is in plaats van het van metalcore als op hun debuutalbum, Beautiful Tragedy.

## Nummers
1. "The Rabbit Hole" - 1:00
2. "Forever" - 4:21
3. "All for You" - 4:55
4. "Lost at Sea" - 3:46
5. "Mechanical Love" - 3:37
6. "Her Kiss" - 4:30
7. "Into the Light" - 4:12
8. "You Always Believed" - 3:40
9. "The Great Divide" - 4:11
10. "Violet Skies" - 3:56
11. "The Dream" - 4:42